# هیباری میسورا
هیباری میسورا (به ژاپنی: 美空ひばり) ‏(۲۹ مه ۱۹۳۷ - ۲۴ ژوئن ۱۹۸۹)‏ یک خواننده سبک انکا و بازیگر ژاپنی بود. از او اغلب به‌عنوان یکی از بزرگ‌ترین خوانندگان تمام دوران یاد می‌شود. میسورا همچنین نخستین زن برنده جایزه افتخار مردم است که به خاطر خدمات برجسته به صنعت موسیقی، پس از مرگ‌اش به او اهدا شد. او از لحاظ تجاری یکی از موفق‌ترین هنرمندان موسیقی دنیا به‌شمار می‌رود، آنچنانکه تا زمان مرگش در حدود ۱۲۰۰ آهنگ ضبط کرده بود و ۶۸ میلیون نسخه را فروخت. پس از آنکه میسورا درگذشت، تقاضا برای خرید آثار او رشد چشمگیری پیدا کرد و طی سال ۲۰۰۱ بیش از ۸۰ میلیون نسخه به‌فروش رسید.

## برجسته‌ترین آهنگ‌ها
- کاپا بوگی ووگی (河童ブギウギ، ۱۹۴۹)
- کاناشیکی کوچیبو (悲しき口笛، ۱۹۴۹)
- توکیو کیدو (東京キッド، ۱۹۵۰)
- اوماتسوری مامبو (お祭りマンボ، ۱۹۵۲)
- رینگو اویواکه (リンゴ追分، ۱۹۵۲)
- میناتوماچی ۱۳-بانچی (港町十三番地، ۱۹۵۷)
- یاوارا (柔، ۱۹۶۴)
- کاناشی‌یی ساکه (悲しい酒، ۱۹۶۶)
- ماکانا تایو (真赤な太陽، ۱۹۶۷)
- آیسانسان (愛燦燦（あいさんさん）، ۱۹۸۶)
- میدارگامی (みだれ髪، ۱۹۸۷)
- کاوا نو ناگاره نو یو نی (川の流れのように، ۱۹۸۹)

## حضور در سینما
میسورا در سینما نیز حضور پررنگی داشت. او از طی سال‌های ۱۹۴۹ تا ۱۹۷۳ در ۱۶۶ فیلم بازی کرد و آهنگ‌هایش در ۵ فیلم مورد استفاده قرار گرفت.

## موزه
در سال ۱۹۹۴ موزهٔ هیباری میسورا در شهر آراشی‌یاما، کیوتو گشایش یافت. در این موزه، در ساختمانی چندطبقه آثار و اشیایی که نشان‌دهنده و یادگار زندگی شخصی و حرفه‌ای میسورا به‌شمار می‌روند، به نمایش گذاشته شده‌است. بیش از ۵ میلیون نفر تا نوامبر ۲۰۰۶ که به‌خاطر نوسازی موقتاً تعطیل شد، از این موزه بازدید کردند.

## نگارخانه

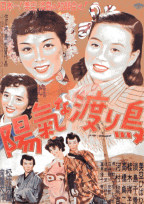
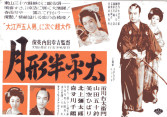
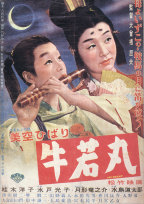
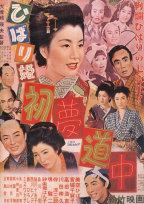